# Erste Group
Erste Group Bank AG (Erste Group) és un proveïdor de serveis financers austríac a Europa central i de l'Est que dona servei a 15,7 milions de clients en més de 2.700 sucursals en set països.
Erste Group es va fundar el 1819 com Erste österreichische Spar-Casse a Leopoldstadt, un suburbi de Viena. Després de la desaparició del comunisme, la companyia va iniciar una forta expansió a Europa central i Oriental i el 2008 havia adquirit 10 bancs. L'any 1997 va sortir a borsa i avui la companyia cotitza a les borses de Viena, Praga i Bucarest i inclosa als índexs CEETX, ATX i PX.
El 9 d'agost de 2008 l'antic Erste Bank Oesterreich es va dividir en el holding de nova creació Erste Group Bank AG i la filial Erste Bank der österreichischen Sparkassen AG; les filials estrangeres van ser adquirides pel nou holding. El grup Erste inclou ara totes les empreses del grup.
La sortida a borsa a Viena l'any 1997 la va dur a terme el que aleshores era l'Erste Bank unitari (vegeu enllaç), que també va ser l'entitat que va dur a terme noves ampliacions de capital fins al 2006, així com un fraccionament d'accions. Algunes d'aquestes transaccions van ser les més grans d'aquest tipus que s'han fet mai a Viena com a centre financer. El capital generat per aquestes operacions es va destinar al finançament d'adquisicions. El 18 de juliol de 2013, Erste Group va completar amb èxit una ampliació de capital per un import de 660,6 milions d'euros. Les accions del grup Erste cotitzen a les borses de Viena, Praga i Bucarest. Erste Group Bank AG és el component més ponderat de l'índex d'accions "ATX", que fa un seguiment de les accions de primer nivell negociades a la Borsa de Viena. (25 de juny de 2018).
El 2017, Erste Group va rebre el premi "Millor banc d'Europa central i oriental" d'Euromoney. Aquell any, la publicació també va nomenar els bancs subsidiaris d'Erste Group a Àustria, la República Txeca i Montenegro com a "Millor banc" en els seus respectius mercats, mentre que va distingir la filial del Grup Banca Comerciala Romana (BCR) a Romania com a "Millor transformació bancària al centre i l'est". Europa".
En un rànquing de la revista Forbes de les societats anònimes més grans del món el 2013, Erste Group Bank va ocupar el lloc 672 i va ser tercer entre les empreses austríaques.